# 赫扎努夫縣

50°8′N 19°24′E / 50.133°N 19.400°E
赫扎努夫縣（波蘭語：Powiat chrzanowski），是波蘭的縣份，位於該國東南部，由小波蘭省負責管轄，首府設於赫扎努夫，面積371平方公里，2006年人口128,103，人口密度每平方公里340人。